# فابریکا (تگزاس)
فابریکا (به انگلیسی: Fabrica) یک منطقهٔ مسکونی در ایالات متحده آمریکا است که در شهرستان ماوریک، تگزاس واقع شده‌است. فابریکا ۹۲۳ نفر جمعیت دارد و ۲۱۸٫۸۵ متر بالاتر از سطح دریا واقع شده‌است.